# Greg Lake (album)
Greg Lake je eponymní debutové studiové album Grega Lakea. Album vyšlo v říjnu 1981 u vydavatelství Chrysalis Records a jeho producentem byl sám Greg Lake.

## Seznam skladeb
| Pořadí         | Název                              | Autor                | Délka |
| -------------- | ---------------------------------- | -------------------- | ----- |
| 1.             | Nuclear Attack                     | Moore                | 4:32  |
| 2.             | Love You Too Much                  | Lake, Dylan, Springs | 3:56  |
| 3.             | It Hurts                           | Lake                 | 4:30  |
| 4.             | Black and Blue                     | Lake                 | 3:59  |
| 5.             | Retribution Drive                  | Lake, Benyon, Eyre   | 5:04  |
| 6.             | Long Goodbye                       | Lake, Benyon, Eyre   | 3:59  |
| 7.             | The Lie                            | Lake, Benyon, Eyre   | 4:46  |
| 8.             | Someone                            | Lake, Benyon, Eyre   | 4:11  |
| 9.             | Let Me Love You Once Before You Go | Dorff, Leiken        | 4:18  |
| 10.            | For Those Who Dare                 | Lake, Benyon         | 3:51  |
| Celková délka: | Celková délka:                     | Celková délka:       | 44:28 |

## Obsazení
- Greg Lake – kytara, zpěv
- Gary Moore – kytara
- Steve Lukather – kytara
- Dean Parks – kytara
- W. G. Walden – kytara
- Greg Mathieson – klávesy
- Bill Cuomo – klávesy
- Tommy Eyre – klávesy
- Michael Giles – bicí
- Jeff Porcaro – bicí
- Jode Leigh – bicí
- Ted McKenna – bicí
- Tristian Margetts – baskytara
- David Hungate – baskytara
- Willie Cochrane – pipe
- David Milner – pipe
- Clarence Clemons – saxofon